# Leonel Herrera
Leonel Anselmo Herrera Rojas (Tierra Amarilla, 10 ottobre 1948) è un ex calciatore cileno, di ruolo difensore.

## Carriera
Con la Nazionale cilena ha partecipato alla Copa América 1983.